# Live in France

Live in France est le troisième album live du duo de guitaristes mexicain Rodrigo y Gabriela sorti le 19 juillet 2011 aux États-Unis et le 22 juillet 2011 en France. Il a été enregistré au cours des différents concerts de la tournée française de l'album 11:11.

## Liste des morceaux
1. Hanuman
2. Triveni
3. Chac Mool
4. Hora Zero
5. Santa Domingo
6. Gabriela Solo
7. Buster Voodoo
8. 11:11
9. Rodrigo Solo
10. Savitri
11. Tamacun